# Berberis humido-umbrosa
Berberis humido-umbrosa är en berberisväxtart som beskrevs av Ahrendt. Berberis humido-umbrosa ingår i släktet berberisar, och familjen berberisväxter. Inga underarter finns listade i Catalogue of Life.